# OPUSat
OPUSat es un CubeSat desarrollado y diseñado por estudiantes y profesores del SSSRC (Small Spacecraft Systems Research Center) en la Universidad de la Prefectura de Osaka (OPU), Osaka, Japón.
Este se ajusta al estándar 1U CubeSat con una longitud lateral de 10 cm y una masa de 1,2 kg.
Su misión es la evaluación de un condensador de iones de litio y una batería de iones de litio para su aplicación en sistemas espaciales.
El satélite se lanzó con el cohete H-2A-202 en 2014.